# 옙 Q1
옙 Q1(Yepp Q1, YP-Q1)은 삼성전자에서 2008년 10월 15일에 출시한 포터블 미디어 플레이어이다.